# 社会主义人民党 (尼泊尔)
社会主义人民党是尼泊尔的一个民主社会主义政党。该党成立于2024年5月5日，分裂自尼泊尔社会主义人民党。该党的主席是阿肖克·赖。